# Pisa (kulle i Finland)
Pisa är en kulle i Finland. Den ligger i Kuopio och landskapet Norra Savolax, i den centrala delen av landet, 400 km nordost om huvudstaden Helsingfors. Toppen på Pisa är 174 meter över havet.
Terrängen runt Pisa är huvudsakligen platt. Runt Pisa är det glesbefolkat, med 8 invånare per kvadratkilometer. Närmaste större samhälle är Nilsiä, 10,9 km väster om Pisa. I omgivningarna runt Pisa växer i huvudsak blandskog.